# Admar Gonzaga
Admar Gonzaga Neto (Rio de Janeiro, 25 de julho de 1960) é um jurista e advogado brasileiro. Foi ministro efetivo do Tribunal Superior Eleitoral (TSE) entre 2017 e 2019, nomeado por Michel Temer para vaga destinada a advogado. Atualmente é Secretário-geral do Aliança pelo Brasil.
Com carreira eleitoral desde 1993, Admar exerceu cargos de assessoria no Congresso Nacional e integrou a Comissão Especial de Juristas criada para propor mudanças no texto do Código Eleitoral. É membro do Instituto Brasileiro de Direito Eleitoral, autor de livros e manuais de Direito Eleitoral, professor e palestrante de eventos de estudos sobre a matéria.
É pai do ator Henrique Zaga.

## Biografia
Formado em direito pelo Centro de Ensino Unificado de Brasília, foi servidor do Banco do Estado de Santa Catarina (1980 a 1982), datilógrafo (1983 a 1984) e assistente legislativo (1985 a 1987) da Câmara dos Deputados, além de analista técnico legislativo, tendo sido cedido ao Senado Federal e lotado na liderança do Democratas (DEM), na qual funcionou como assessor legislativo na Assembleia Nacional Constituinte de 1987.
Iniciou em 1993 a atividade de advogado e foi assessor jurídico (1995 a 1996) e delegado nacional (1996 a 1999) do então Partido Progressista Brasileiro (atual PP), assessor jurídico (1999 a 2000) e delegado nacional (2000 a 2005) do Partido da Frente Liberal (PFL), e assessor jurídico do DEM (2006 a 2008). Também foi o advogado da conversão do partido PFL para o DEM e da criação do Partido Social Democrático (PSD).
Em 1998 advogou para a campanha da reeleição de Fernando Henrique Cardoso, e em 2010 advogou para a campanha de Dilma Rousseff.
Em junho de 2013, foi empossado pela presidente Dilma Rousseff para seu primeiro biênio como ministro substituto do TSE, assumindo a vaga deixada pelo ministro Henrique Neves da Silva, que se tornou efetivo com o fim do mandato do jurista Marcelo Ribeiro. Em março de 2017, com o fim do mandato de Neves, foi nomeado pelo presidente da República Michel Temer como ministro efetivo do TSE. Em junho votou pela absolvição no processo de cassação da chapa Dilma–Temer.
Em novembro de 2017 foi denunciado por agressão contra a esposa, Élida Souza Matos. Em razão da denúncia, desistiu de concorrer à recondução para outro biênio como ministro do TSE, tendo seu mandato encerrado em 27 de abril de 2019. Posteriormente, foi absolvido pelo 1º Juizado de Violência Doméstica e Familiar Contra Mulher de Brasília.
Em 2019, passou a atuar como advogado do presidente Jair Bolsonaro.